# Ławeczka Janiny Górkiewiczowej
Ławeczka Janiny Górkiewiczowej – pomnik upamiętniający autorkę książek dla dzieci Janinę Górkiewiczową mieszczący się w Jaszczurowej, koło Mucharza, w którym urodziła się, mieszkała i zmarła pisarka.
Autorem projektu i rzeźby jest Wiesław Kwak, natomiast odlew wykonał Tomasz Ross.
Ławka kosztowała 115 tysięcy złotych, z czego 103 tysiące pochodzą z budżetu Ministra Kultury i Dziedzictwa Narodowego, resztę gmina zapłaciła ze środków własnych.

## Odsłonięcie
Uroczyste odsłonięcie miało miejsce 15 listopada 2022 o godz. 10:00 w pobliżu Dworu Thetschlów w Jaszczurowej. W uroczystości wzięli udział przedstawiciele lokalnej społeczności, a także rodzina pisarki.

## Odbiór
Mieszkańcy twierdzą, że lokalizacja ławeczki jest nietrafiona, ponieważ znajduje się w innym miejscu, niż mieszkała pisarka.